# Chelipoda dominatrix
Chelipoda dominatrix är en tvåvingeart som beskrevs av Adrian R.Plant 2007. Chelipoda dominatrix ingår i släktet Chelipoda och familjen dansflugor. Inga underarter finns listade i Catalogue of Life.